# Windawa (novads)
Windawa (łot.: Ventspils novads) – jeden z łotewskich novadsów, funkcjonujący od 2009.
W skład novadsu wchodzą: 
- miasto: Piltyń
- pagastsy: Ance, Jūrkalne Piltene, Pope, Puze, Tārgale, Ugāle, Usma, Užava, Vārve, Ziras, Zlēkas

Stolicą novadsu zostało miasto Windawa, które nie wchodzi w skład novadsu.

## Historia
Novads powstało na terenach należących przed 2009 do rejonu Windawa.
Podczas reformy administracyjnej w 2021 terytorium novadsu nie uległo zmianie.